# Клаус Кепке
Клаус Кепке (нім. Klaus Köpke; 5 січня 1915, Ганновер — 15 листопада 1942, Середземне море) — німецький офіцер-підводник, капітан-лейтенант крігсмаріне.

## Біографія
5 квітня 1935 року вступив на флот. З квітня 1939 року — зв'язковий командування і офіцер-писар на важкому крейсері «Адмірал Гіппер». З жовтня 1940 по березень 1941 року — 1-й вахтовий офіцер на підводному човні U-569. З грудня 1941 по лютий 1942 року пройшов курс командира човна. З 18 лютого 1942 року — командир U-259, на якому здійснив 2 походи (разом 49 днів у морі). 15 листопада 1942 року U-259 був потоплений в Середземному морі північніше Алжиру (37°20′ пн. ш. 03°05′ сх. д.) глибинними бомбами британського літака «Хадсон». Всі 48 членів екіпажу загинули.

## Звання
- Кандидат в офіцери (5 квітня 1935)
- Морський кадет (25 вересня 1935)
- Фенріх-цур-зее (1 липня 1936)
- Оберфенріх-цур-зее (1 січня 1938)
- Лейтенант-цур-зее (1 квітня 1938)
- Оберлейтенант-цур-зее (1 жовтня 1939)
- Капітан-лейтенант (1 липня 1942)

## Нагороди
- Медаль «За вислугу років у Вермахті» 4-го класу (4 роки)